# Hebnes
Hebnes est un village situé dans la municipalité de Suldal, dans le comté de Rogaland (Rogaland Fylke en norvégien), dans la partie sud-ouest de la Norvège. Il est situé à (275 km à l'ouest d'Oslo, la capitale du pays. Hebnes est situé à l’est de Vindafjord et au nord du Jelsa. Hebnes est le village le plus peuplé de la péninsule de Ropeid. Les localités voisines sont Oskvika, au sud-est de laquelle Hebnes est situé, et Nedstrand, qui est située à 6 km à l’ouest d’Hebnes. La ville la plus proche est Vikedal, à 15,4 km au nord de Hebnes.

## Géographie
Le pays autour d'Hebnes est généralement constitué de collines, mais le sud-ouest est plat. C’est au sud-ouest que la mer est la plus proche d’Hebnes. La population est très limitée, avec une densité de 2 personnes par kilomètre carré autour d'Hebnes. 
Le climat est de type continental. La température moyenne annuelle est de 4° C. Le mois le plus chaud est août, avec 13° C en moyenne, et le plus froid est janvier, avec -4° C.

## Transports
L’aéroport le plus proche d’Hebnes est l'aéroport de Haugesund, à une distance de 43 km.
Hebnes a des liaisons par ferry avec Nedstrand à l’ouest, Foldøy au sud et à l’est, et Jelsa au sud, ainsi que des liaisons vers plusieurs des îles de Finnøy. La liaison est opérée par Norled avec les navires MF Foldøy et MF Sjernarøy. Il existe aussi une liaison en hors-bord à la fois plus à l’intérieur des terres du Ryfylke, et jusqu’à Stavanger (route maritime de 52 km).
Sur le quai du ferry se dresse une pierre (érigée en 2002 par Grendeutvalet pour la péninsule de Ropeid, avec le soutien de la municipalité de Suldal, du Ryfylkefondet et de Sr-bank à Sand) à la mémoire de Torstein de Heimnes (né vers 1190-mort en 1240). Torstein était le conseiller et l’homme de marque, en guerre et en paix, du roi Håkon IV (surnommé Håkon Håkonsson) au XIIIe siècle. Il a porté la marque du roi en guerre. Il était considéré comme l’un des hommes les plus puissants du pays.

## Sources
- V. Bandet, Norsk Allkunnebok, 1954